# Санкт-Файт-ім-Понгау
Санкт-Файт-ім-Понгау — містечко та ярмаркова громада в Австрійській землі Зальцбург. Місто належить округу Санкт-Йоганн-ім-Понгау. Воно є високогірним курортом.